# Bresolettes
Bresolettes ist eine Ortschaft und eine ehemalige französische Gemeinde mit 23 Einwohnern (Stand: 1. Januar 2022) im Département Orne in der Region Normandie. Sie gehörte zum Arrondissement Mortagne-au-Perche und zum Kanton Tourouvre.
Mit Wirkung vom 1. Januar 2016 wurden die bisherigen Gemeinden Autheuil, Bivilliers, Bresolettes, Bubertré, Champs, Lignerolles, La Poterie-au-Perche, Prépotin, Randonnai und Tourouvre zu einer Commune nouvelle mit dem Namen Tourouvre au Perche zusammengeschlossen. Sie haben in der neuen Gemeinde den Status einer Commune déléguée. Der Verwaltungssitz befindet sich im Ort Tourouvre.

## Lage
Bresolettes liegt an der oberen Avre im Regionalen Naturpark Perche. Nachbarorte von Bresolettes sind Les Aspres im Norden, Randonnai im Nordosten, La Poterie-au-Perche im Osten, Tourouvre im Südosten, Bubertré im Süden und Prépotin im Südwesten sowie Soligny-la-Trappe im Nordwesten.

## Bevölkerungsentwicklung
| Jahr                       | 1962 | 1968 | 1975 | 1982 | 1990 | 1999 | 2008 | 2015 |
| -------------------------- | ---- | ---- | ---- | ---- | ---- | ---- | ---- | ---- |
| Einwohner                  | 55   | 47   | 24   | 18   | 12   | 21   | 18   | 25   |
| Quellen: Cassini und INSEE |      |      |      |      |      |      |      |      |

## Sehenswürdigkeiten

Kirche Saint-Pierre

- Kirche Saint-Pierre